# Angilram von Metz
Angilram († 26. Oktober 791) war Bischof von Metz.
Angilram gehörte einer vornehmen Familie an, die ihn früh für den geistlichen Stand bestimmt hatte. Nachdem er in Gorze den Unterricht des Mönchs Nargaudus genossen hatte, trat er erst in St. Avold, dann im Vogesenkloster Séerne als Mönch ein. Wann er hier Abt geworden ist, ob vor oder nach seiner Erhebung auf den Bischofssitz von Metz, ist nicht mit Sicherheit zu sagen: Gewiss ist, dass er seiner anderen Berufspflichten wegen die Abtei später einem Norgandus (Norgaudus), vielleicht seinem Jugendlehrer, überließ.
In Metz wurde er, nach mehr als 2½jähriger Sedisvakanz, der Nachfolger des am 6. März 766 verstorbenen Chrodegang, erst nur mit bischöflichem Titel, den er nachweislich noch 777, wahrscheinlich aber auch noch Ende 782 führte; seit 787 dagegen erscheint er, wie einst sein Vorgänger im Besitz der erzbischöflichen Würde. Vielleicht hängt diese Beförderung mit einer anderen zusammen, die gleichzeitig erfolgt sein muss. Im Jahr 784 starb nämlich Abt Fulrad von St. Denis, der vieljährige Kaplan der Könige Pippin und Karl, und Angilram übernahm nun dieses wichtige Palast- und Staatsamt, welches nicht nur die gottesdienstlichen Handlungen am Hofe, sondern auch alle kirchlichen Angelegenheiten des Reichs, soweit sie an den königlichen Hof gebracht wurden, seiner Fürsorge übertrug. Papst Hadrian I. dispensierte ihn deshalb, auf ausdrückliches Ansuchen Karls des Großen, von der bischöflichen Residenzpflicht, sodass Angilram seinen bleibenden Aufenthalt in der Umgebung des Königs nehmen konnte.
Doch wandte er der ihm anvertrauten Diözese nach wie vor seine Aufmerksamkeit zu, den Kanonikern der Stadt, wie uns eine Modifikation des Chrodegang’schen Statuts beweist, den Klöstern, indem er für Gorze 788 einen Gütertausch mit Toul abschloss, in St. Avold unter königlicher Beihilfe das Grab des heiligen Nabor zu schmücken begann. Paulus Diaconus schrieb seine Metzer Bischofsgeschichte auf Angilrams Wunsch, ebenso Donatus das Leben Trudos, des Heiligen von St. Trou; der letztere bezeichnet ihn bei dieser Gelegenheit als seinen Lehrer. So erkennen wir in Angilram zugleich ein würdiges Glied jenes wissenschaftlichen Kreises, welcher Karl den Großen umgab, dessen hervorragendstes Mitglied, Alkuin, ihm warme Verehrung zollte, von dessen sämmtlichen Genossen er sich jedoch durch sein vorgerücktes Alter und besonders durch seine hohe amtliche Stellung unterschied. Seine Beziehungen zum König waren dadurch vorwiegend praktischer und politischer Natur; es war ein Ausdruck größten Vertrauens, dass Karl unmittelbar nach der Beseitigung Tassilos (788) ein Kloster des neuerworbenen baierischen Landes, Chiemsee, trotz der weiten Entfernung unter die Leitung und Aufsicht des Bistums Metz stellte. Im Jahr 791 begleitete Angilram den König, wie er es gewiss auch sonst öfter getan hat, in den Krieg: wir erfahren davon in diesem einen Fall nur deshalb, weil er damals – es war ein Zug gegen die Awaren – seinen Tod fand.
Ohne Frage hat die rege und einflussreiche Beziehung Angilrams zu Karl ein halbes Jahrhundert später Veranlassung gegeben, seinen Namen zu einer kirchenrechtlichen Fiktion zu missbrauchen, die ihn in der Folgezeit bekannter gemacht hat, als alles, was er in Wirklichkeit gewesen ist und getan hat. Die sogenannten „Capitula Angilramni“ nämlich, eine kleine Sammlung von Grundsätzen über das gerichtliche Verfahren gegen Bischöfe, sind größtenteils aus der nicht vor 847 vollendeten Kapitulariensammlung des Benedictus Levita geschöpft, haben also nicht Angilram, sondern sehr wahrscheinlich den Urheber der Pseudo-Isidorischen Dekretalen auch zu ihrem Verfasser, und ihre Entstehung fällt sonach, wie die jener großen Fälschung, in die Zeit von 847 bis 853. Wenn ihre Inskription besagt, Angilram habe die Kapitel aus den Händen des Papstes Hadrian zu Rom am 19. September 785, als seine Sache verhandelt worden war, empfangen, so ist sie trotz aller Genauigkeit ihrer Angabe eben auch erfunden, wie die ganze Schrift. Bei Pseudoisidor begegnet oft genug eine gleich genaue und gleich fingierte Datierung; Papst Hadrian aber und Angilram, der berühmte Kapellan Karls des Großen, wurden zur Erhöhung der Autorität des Werkes auf ganz ähnliche Weise in die Dichtung verflochten, wie Karl der Große selbst und sein Kanzler Erchambald mit der gleichfalls Pseudo-Isidorischen vierten Addition der Benedict’schen Kapitulariensammlung in Verbindung gebracht worden sind.
Die Capitula Angilramni sind nun editiert und ins Deutsche übersetzt worden.
Angilram von Metz wird in der römisch-katholischen Kirche als Heiliger verehrt. Als Gedenktag wird der 25. Oktober genannt. Die Bollandisten zählen Angilram von Metz – neben Sambatius, Victor. I., Victor. II., Hesperius, Villicus und Petrus – zu den sieben heiligen Bischöfen von Metz, deren Gedenktag zusammen am 28. Oktober begangen wird.